# Dan Koloff
Doncho Kolev Danev (in bulgaro Дончо Колев Данев?), meglio conosciuto come Dan Koloff (in bulgaro Дан Колов?), (Sennik, 27 dicembre 1892 – Sennik, 26 marzo 1940) è stato un wrestler, artista marziale misto e lottatore bulgaro, considerato in madrepatria un eroe nazionale della Bulgaria.
Koloff è stato il primo campione europeo di lotta libera proveniente dalla Bulgaria: vinse la medaglia d'oro ai campionati europei del 1936 a Parigi, la seconda onorificenza per la Bulgaria dopo la vittoria mondiale nella lotta greco-romana di Nikola Petroff nel 1900.

## I primi anni
Doncho Kolev Danev nacque il 27 dicembre 1892 nel villaggio di Sennik, nel comune di Sevlievo. Aveva sette anni quando suo padre morì: questo tragico evento lo costrinse a diventare pastore per poter sopravvivere. Lasciò la Bulgaria nel 1905 e si trasferì nell'allora impero austro-ungarico, dove lavorò come giardiniere a  Budapest. Nel 1909 incontrò un altro wrestler bulgaro, Nikola Petroff, che lo convinse a emigrare negli Stati Uniti d'America.

## Carriera sportiva

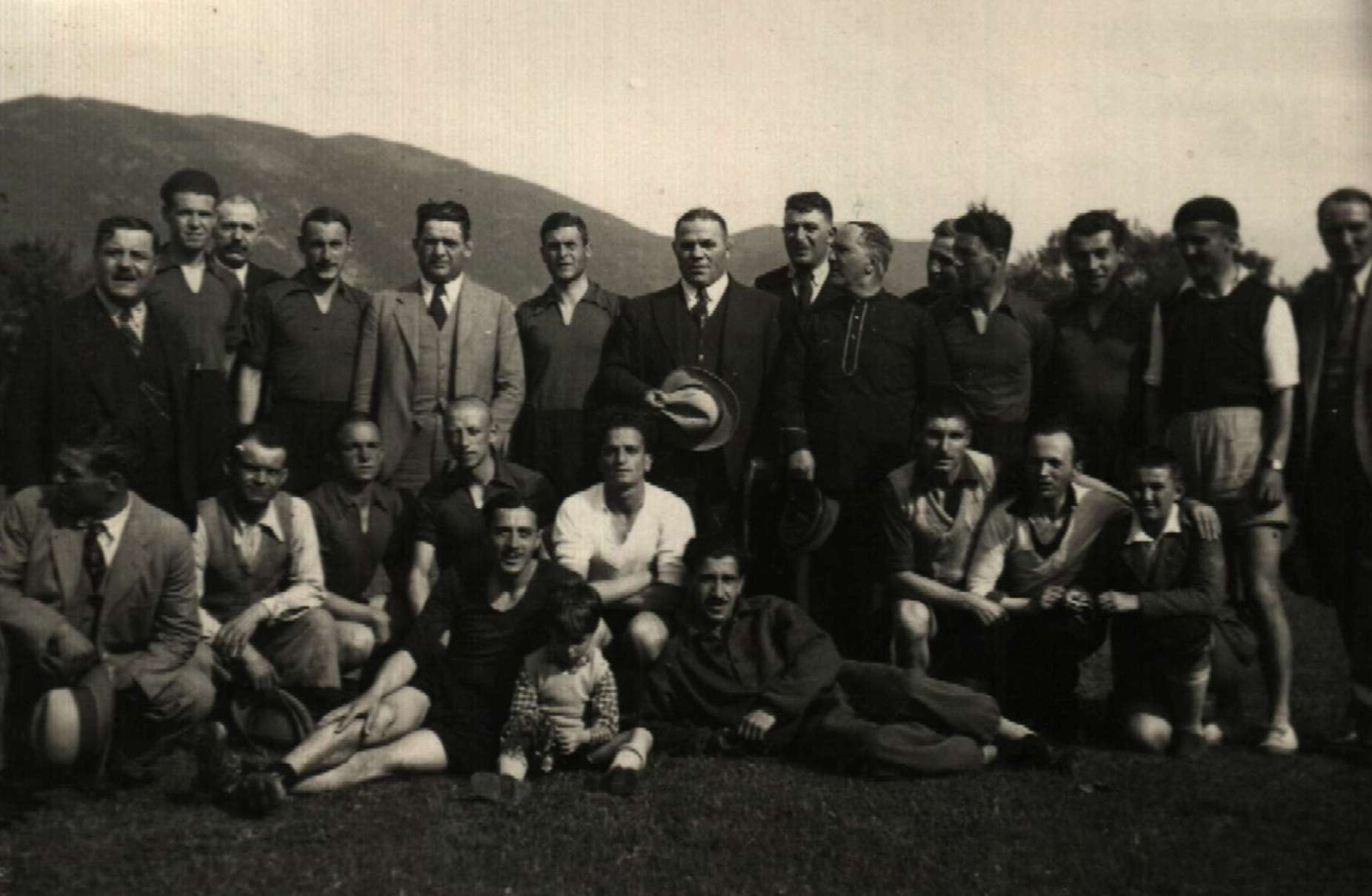
Foto di gruppo con Dan Koloff (che si trova in piedi, proprio al centro)

Koloff lasciò la Bulgaria e si trasferì negli Stati Uniti all'età di diciassette anni. Ebbe diversi lavori fino a quando trovò lavoro come operaio edile ferroviario; impressionò la gente con la sua potenza fisica e divenne famoso per l'abilità di torcere le aste di metallo attorno al suo collo; lottò anche con un orso mentre stava cacciando: si narra che lottò con l'orso per un'ora con le sue sole mani prima che lo uccidesse con il suo fucile; apparentemente alcuni testimoni videro i segni delle mani di Kolov sul collo dell'orso. Successivamente fu assunto come wrestler dal circo "Victoria". All'inizio dello scorso secolo il wrestling si svolgeva in contese di lotta libera in cui pugni e calci erano permessi, pertanto fu considerato uno sport pericoloso e con seri e gravi infortuni. Il cosiddetto Catch as Catch Can (CACC) o catch wrestling può essere considerato il padre fondatore delle odierne arti marziali miste (MMA).
Prima di essere scoperto e allenato per diventare un wrestler da Stanislaus Zbyszko, Koloff era un autodidatta. Koloff fu il primo wrestler a conquistare la "Diamond Belt" per due volte. Le sue più famose vittorie sono quelle a New York contro Latvian Rudy Dusek nel 1919, a Tokyo contro Jiki Higen "The Strangler" nel 1921 e a Parigi contro Henri Deglane nel 1933. Fu anche per tre volte campione europeo dei pesi massimi; rispettivamente nel 1934 e due volte nel 1937. Nel 1937 sconfisse l'allora campione europeo dei pesi massimi, l'americano Al Pereira, che poi lo sconfisse per il titolo prima che lo stesso Koloff lo riconquistasse, per poi perderlo contro Joe Savoldi.
Iniziò la sua carriera come wrestler prendendo parte a match di wrestling tra i cosiddetti «worker». Nel 1914 vinse un torneo nel circo "Victoria": il direttore del circo invitò la gente tra il pubblico a competere e a confrontare la loro potenza fisica con Jeff Lawrence "The Cyclope"; Koloff accettò la sfida e riuscì a superare i 105 kg. Vinse contro molti famosi lottatori di MMA dell'epoca come il sopracitato Jeff Lawrence, Stanislaus Zbyszko, Jack Shirey (chiamato anche "The Lightning Man"), Rudy Dusec, Jo Stecker, Ed "Strangler" Lewis e Jim Browning. Fu invitato in Giappone, dove ottenne la vittoria contro Djiki Hegen "The Strangler", un idolo del wrestling giapponese che non aveva ancora perso contro nessuno come professionista: dopo la vittoria di Koloff il pubblico tentò di ucciderlo; un simile incidente accadde anche prima del match, quando un pugnale fu lanciato attraverso la finestra della stanza d'hotel dove alloggiava, ma Koloff riuscì a evitarlo. In un torneo di MMA svoltosi a Parigi sconfisse tutti gli avversari in ognuno dei match disputatosi, inclusa la finale contro Henri Deglane.

### Vittorie
Koloff ha combattuto almeno 115 partite e le ha vinte quasi tutte. Le sue vittorie includono:
- due volte campione del mondo dei pesi massimi "Diamond Belt" (1927, 1933);
- tre volte campione europeo dei pesi massimi (1934, 1937, 1937/1938);
- vincitore di un torneo in Giappone (1924);
- vincitore di un torneo in Brasile (1927);
- vincitore di diversi tornei negli Stati Uniti (1914/1927).

### Sconfitte
Le sconfitte ufficialmente registrate da Koloff in match ufficiali sono settantadue. La lista che segue indica la data, il luogo e il wrestler che lo sconfisse.

#### 1922
- 12 aprile 1922, Moberly, MO – Jim Londos sconfisse Dan Koloff

#### 1923
- 8 febbraio 1923, St. Louis, MO, The Coliseum – Jim Londos sconfisse Dan Koloff (2–1)[5]
- 6 marzo 1923, Chicago, IL – Ed "Strangler" Lewis sconfisse Dan Koloff (2–0)[6]
- 7 marzo 1923, St. Louis, MO, The Coliseum – Ed "Strangler" Lewis sconfisse Dan Koloff (2–0)[5]
- 22 novembre 1923, St. Louis, MO, The Coliseum – Joe Stecher sconfisse Dan Koloff (1–0)[5]

#### 1924
- 6 febbraio 1924, Lethbridge, Canada – Jack Taylor sconfisse Dan Koloff (2–1)[7]
- 12 marzo 1924, Edmonton, Canada – Jack Taylor sconfisse Dan Koloff (2–1)[8]

#### 1925
- 5 marzo 1925, St. Louis, MO, The Coliseum – Oreste Vadalfi sconfisse Dan Koloff (2–0)
- 16 marzo 1925, Manhattan, NY, 71st Regiment Armory – Jim Londos sconfisse Dan Koloff (47 minuti)
- 6 maggio 1925, St. Louis, MO – Jim Londos sconfisse Dan Koloff (29 minuti)
- 10 giugno 1925, Los Angeles, CA – Joe Stecher sconfisse Dan Koloff (2–0)[9]
- 24 giugno 1925, Los Angeles, CA – Renato Gardini sconfisse Dan Koloff
- 23 luglio 1925, Spokane, WA, Fort George Wright Arena – Stanislaus Zbyszko sconfisse Dan Koloff (2–1) (32 minuti)
- 28 settembre 1925, Los Angeles, CA, The Olimpic Auditorium – Jim Londos sconfisse Dan Koloff
- 2 novembre 1925, St. Louis, MO, The Coliseum – Joe Stecher sconfisse Dan Koloff (2–0)
- 1 dicembre 1925, Chicago, IL, Ashland Boulevard Auditorium – George Calza sconfisse Dan Koloff (2–0)[10]
- 14 dicembre 1925, Manhattan, NY – Ivan Poddubny sconfisse Dan Koloff (2–0)
- 28 dicembre 1925, Manhattan, NY, 71st Regiment Armory – Hans Steinke sconfisse Dan Koloff (16 minuti)

#### 1926
- 9 febbraio 1926, Atlanta, GA, Atlanta Municipal Auditorium – Wladek Zbyszko sconfisse Dan Koloff
- 19 maggio 1926, Los Angeles, CA, Olympic Auditorium – Ivan Poddubny sconfisse Dan Koloff (2–0)
- 17 agosto 1926, San Francisco, CA, Dreamland Auditorium – Wladek Zbyszko sconfisse Dan Koloff (2–1)
- 30 agosto 1926, San Diego, CA, – Renato Gardini sconfisse Dan Koloff (2:0) con un flying headlock in entrambi i punti ottenuti
- 8 settembre 1926, Los Angeles, CA, Olympic Auditorium – Ad Santel sconfisse Dan Koloff (18 minuti) con un toehold giapponese

#### 1927
- 2 novembre 1927, Columbus, OH, Chamber of Commerce – Alan Eustace sconfisse Dan Koloff[11]

#### 1928
- 10 gennaio 1928, Queens, NY, Ridgewood Grove Sporting Club – Hans Steinke sconfisse Dan Koloff (51 minuti)
- 23 gennaio 1928, Manhattan, NY – Wladek Zbyszko sconfisse Dan Koloff (38 minuti)
- 30 gennaio 1928, Manhattan, NY – Renato Gardini sconfisse Dan Koloff (21 minuti)
- 21 febbraio 1928, Queens, NY, Ridgewood Grove Sporting Club – Toney Rocco sconfisse Dan Koloff (13 minuti)
- 19 marzo 1928, New York City, NY, Madison Square Garden – John Pesek sconfisse Dan Koloff (29 minuti) con un head scissor e un armlock
- 20 marzo 1928, Queens, NY, Ridgewood Grove Sporting Club – Dick Shikat sconfisse Dan Koloff
- 7 maggio 1928, Manhattan, NY, 71st Regiment Armory – Hans Steinke sconfisse Dan Koloff (14 minuti)
- 5 giugno 1928, Queens, NY, Ridgewood Grove Sporting Club – Wladek Zbyszko sconfisse Dan Koloff (13 minuti) con un flying mare
- 20 giugno 1928, Boston, MA, Mechanic's Building – Hans Steinke sconfisse Dan Koloff (2–0) (35 minuti)

#### 1929
- 21 gennaio 1929, New York City, NY, Madison Square Garden – Howard Cantonwine sconfisse Dan Koloff (4 minuti)
- 5 febbraio 1929, Providence, NY, The Arcadia – Bull Komar sconfisse Dan Koloff (40 minuti)
- 21 febbraio 1929, Boston, MA, Boston Arena – George McLeod sconfisse Dan Koloff (32 minuti)
- 25 febbraio 1929, Chicago, IL, The Coliseum – Jim McMillen sconfisse Dan Koloff
- 6 giugno 1929, Worcester, MA – Gus Sonnenberg sconfisse Dan Koloff (2–0)
- 15 ottobre 1929, Toronto, Canada, Arena Gardens – Gus Sonnenberg sconfisse Dan Koloff (2–0) (47 minuti)
- 9 dicembre 1929, Toronto, Canada, Arena Gardens – Ed "Strangler" Lewis sconfisse Dan Koloff (2–1) (51 minuti)

#### 1930
- 10 febbraio 1930, Toronto, Canada, Massey Hall – Joe Devito sconfisse Dan Koloff
- 31 marzo 1930, Kansas City, KS, Convention Hall – Gus Sonnenberg sconfisse Dan Koloff (2–0)
- 10 aprile 1930, Kansas City, KS – Ed "Strangler" Lewis sconfisse Dan Koloff (2–1)
- 24 aprile 1930, Boston, MA, Boston Garden – Henri Deglane sconfisse Dan Koloff (8 minuti)
- 5 maggio 1930, Los Angeles, CA, Wrigley Field – Ed Don George sconfisse Dan Koloff
- 14 maggio 1930, Los Angeles, CA – Nick Lutze sconfisse Dan Koloff
- 10 maggio 1930, Kansas City, KS – Gus Sonnenberg sconfisse Dan Koloff
- 26 novembre 1930, Los Angeles, CA, The Olympic Auditorium – Ed Don George sconfisse Dan Koloff (2–1)
- 10 dicembre 1930, Los Angeles, CA, The Olympic Auditorium – Henry Deglane sconfisse Dan Koloff (17 minuti)
- 18 dicembre 1930, Chicago, IL, The Coliseum – Ed Don George sconfisse Dan Koloff (24 minuti)

#### 1931
- 26 gennaio 1931, Los Angeles, CA, Post Street Theater – John Freberg sconfisse Dan Koloff
- 31 marzo 1931, Portland, ME – Gus Sonnenberg sconfisse Dan Koloff (2–0)
- 28 aprile 1931, Buffalo, NY – Ed Don George sconfisse Dan Koloff (2–1)
- 5 giugno 1931, West Springfield, MA – Gus Sonnenberg sconfisse Dan Koloff (2–1)
- 11 giugno 1931, Toronto, Canada – Henri Deglane sconfisse Dan Koloff
- 3 settembre 1931, Vancouver, Canada – Marin Plestina sconfisse Dan Koloff (2–1)
- 1º ottobre 1931, Vancouver, Canada – Roland Kirchmeyer sconfisse Dan Koloff
- 3 novembre 1931, Tacoma, WA – John Freberg sconfisse Dan Koloff (2–1)

#### 1932
- 25 gennaio 1932, Buffalo, NY, Queensbury Club – Henri Deglane sconfisse Dan Koloff
- 8 febbraio 1932, Buffalo, NY, Queensbury Club – Joe Malcewicz sconfisse Dan Koloff
- 15 marzo 1932, Rochester, NY, Convention Hall – Henri Deglane sconfisse Dan Koloff (20 minuti) con una top scissor e un armlock
- 10 maggio 1932, Buffalo, NY, Queensbury Club – Len Macaluso sconfisse Dan Koloff
- 17 agosto 1932, Portland, OR – Ed Don George sconfisse Dan Koloff (2–1)
- 30 agosto 1932, San Francisco, CA – Ed Don George sconfisse Dan Koloff (2–1) – l'ultimo punto venne ottenuto per squalifica

#### 1933
- 26 gennaio 1933, Toronto, Canada – Joe Malcewicz sconfisse Dan Koloff (2–1) (31 minuti)
- 7 aprile 1933, Oakland, CA, The Auditorium – Ed "Strangler" Lewis sconfisse Dan Koloff
- 12 aprile 1933, Stockton, CA, The Stockton Auditorium – Glen Wade sconfisse Dan Koloff (2–1)
- 25 maggio 1933, Vancouver, Canada – Everett Kibbons sconfisse Dan Koloff
- 12 giugno 1933, Sacramento, CA – Ed "Strangler" Lewis sconfisse Dan Koloff
- 6 luglio 1933, Portland, OR – Ed "Strangler" Lewis sconfisse Dan Koloff
- 6 agosto 1933, Sacramento, CA – Jim Browning sconfisse Dan Koloff (26 minuti)

#### 1937
- 7 luglio 1937, Parigi, Francia – Al Pereira sconfisse Dan Koloff

## Ritorno in Bulgaria
Dopo aver trascorso trent'anni in un Paese straniero, Koloff tornò in Bulgaria e fu accolto come un eroe nazionale. Nel corso di tutta la sua carriera gli fu chiesto più volte di diventare un cittadino americano, ma lui rifiutò ogni volta con le parole: «Dan Koloff è bulgaro». Koloff rimase orgoglioso della sua madrepatria fino alla sua morte ed era famoso per i suoi detti come: «Mi sento forte perché sono bulgaro». Per lui la sua patria era la cosa più santa e sacra. È ricordato per aver aiutato molte persone bulgare nel suo Paese e all'estero, tant'è che donò tutti i suoi soldi in beneficenza. Il primo aereo bulgaro per la National Bulgarian Post fu donato da lui.
Una volta tornato nella sua madrepatria trascorse la maggior parte del suo tempo a costruire scuole di wrestling per allenare i giovani, ma continuò a lottare fino agli ultimi anni della sua vita. Organizzò anche molti match di wrestling a Sofia, donando tutti i profitti. Koloff è famoso anche per un altro dei suoi detti: quando tornò in Bulgaria gli fu chiesto se voleva che qualcuno lo portasse a casa in carrozza e lui rispose: «Ho lasciato casa a piedi, me ne andrò a casa a piedi!».
Il 9 settembre 1944 il nuovo governo comunista gli conferì l'alta onorificenza di "maestro onorario dello sport".
Nel 1962 la Bulgarian Wrestling Federation organizzò un torneo internazionale di lotta libera in suo onore per commemorare la sua memoria.
Nel 1999 è stato prodotto un film sulla sua vita intitolato Dan Koloff – Il re del wrestling.

## Morte
Koloff morì in Bulgaria il 26 marzo 1940 per tubercolosi. La sua bara fu trasportata dagli ufficiali del nono corpo di artiglieria della città di Sevlievo e fu anche scortato da una società onoraria di cavalleria. Fu seppellito, secondo le sue ultime volontà, di fronte al Balkan («Balkan contro Balkan»). Balkan in bulgaro significa "montagna" e quindi la frase «Balkan contro Balkan» vuol dire «montagna contro montagna».
Ogni anno nella città di Sevlievo si tiene un torneo di lotta libera in sua memoria.

### Voci sulla sua morte[nonchiaro]
Una delle voci che circolano sulla sua morte è che non si trattò di un'infezione naturale, ma che fu intenzionalmente infettato dai medici francesi. È risaputo che ci furono diversi tentativi di far cadere Koloff in disgrazia e di farlo squalificare dai tornei.

## Nel wrestling

### Soprannomi[1]
- "The Bulgarian Lion
- "King Kong"
- "The King of Wrestling"
- "The Steel Hands"

## Titoli e riconoscimenti
- Diamond Belt World Heavyweight Championship (2)
- European Heavyweight Championship (3)
- Torneo in Brasile (1927)
- Torneo in Giappone (1924)
- Tornei negli Stati Uniti (1914/1927)